# Al-Hudayda
Al-Hudayda (àrab: الحديدة, al-Ḥudayda) és una ciutat de la costa del Iemen a la mar Roja, la quarta ciutat del país, i capital de la governació homònima. La seva població s'estima en uns 400.000 habitants (2005). Al-Hudayda és un dels kades de la governació (liwa) d'al-Hudayda.

## Història

### Edat moderna
Es podria identificar al-Hudayda amb Marsa l-Hadithm, un port esmentat per Ibn Battuta al segle xiv, però al final del segle (1395) al-Khazradji diu que el nom de Hudaydah el portava una part de la costa on no hi havia ni un sol poble. Com a població habitada no és esmentat mai abans del 1455. El gener del 1516 fou atacat pel cos expedicionari egipci del sultà mameluc al-Ghuri, però no tenia valor estratègic i com a població era més important Mukha (Moka o Mokha), situació que es va mantenir durant els segles xvii i XVIII. El 1763 un delegat (dola o dawla) de l'imam residia a un castell a la vora del mar, segons testimonia Niebuhr, amb jurisdicció sobre la població, però la rodalia estava sota autoritat del dola o dawla de Bayt al-Fakih.

### Edat contemporània
El 1818/1819 els egipcis van dominar tot l'Hedjaz amb Qunfudha, Abu Arish, Luhayya i al-Hudayda, que foren retornats a la sobirania de l'imam de Sanaà a canvi d'un tribut. Els egipcis van evacuar al-Hudayda el 1840.
Els otomans llavors van decidir més tard fer valer la seva sobirania sobre tot el Iemen i van enviar una expedició a al-Hudayda (1849). El 1849 el comandant otomà Tewfik Pasha va rebre a al-Hudayda a l'imam de Sanaà que va jurar fidelitat al sultà otomà. Els dos van anar llavors a Sanaà per proclamar la sobirania del sultà amb un reduït contingent de tropes otomanes, però a la ciutat els zaidites locals es van revoltar, van matar a tots els turcs que van trobar i el mateix Tewfik Pasha va quedar ferit i va haver de fugir cap a al-Hudayda. Des del 1850 diversos governadors (paixes) foren nomenats a al-Hudayda i van passar ràpidament (Mustafa Sabri Pasha del maig del 1850 al març de 1851, Mehmed Sirri Pasha, del març de 1851 a l'octubre de 1851, Bonaparta Mustafa Pasha, del l'octubre de 1851 al maig de 1852, i Kürt Mehmed Pasha del maig del 1852 al maig del 1856). Els otomans van poder establir governadors a Sanaà el 1852 fins al 1858, en què els imams van poder tornar a governar però amb el poder efectiu en mans del valí otomà d'al-Hudayda.
El valí d'al-Hudayda va rebre més poders el 1872 com a valí del Iemen. Es va projectar la millora del port per servir a Sanà, però de fet no fou millorat fins al 1902 i encara millores poc rellevants. El 1911 fou bombardejat per la marina italiana durant la guerra italoturca per Líbia, però sense causar gaires danys. El 1911-1913 es va planificar un ferrocarril entre al-Hudayda i Sanà, i es van fer alguns treballs, però finalment no es va tirar endavant. Si que es va construir una línia de telègraf entre les dues ciutats.
El 1914 en esclatar la I Guerra Mundial tropes alemanyes dirigides pel major Freiherr Othmar von Stotzingen van establir una estació de comunicacions sense cable a al-Hudayda que després de la revolta àrab (1916) va assegurar les comunicacions entre Istanbul i l'Àfrica Oriental Alemanya i va emetre propaganda al Sudan, Somalilàndia i Etiòpia.
Per un acord del 1916 els britànics van incloure en els futurs dominis idríssides del Iemen (enemics dels otomans) al final de la guerra, el port d'al-Hudayda, que generalment era considerat del Iemen, i que encara estava en possessió dels otomans. Amb l'evacuació otomana el 1918, Muhammad al-Idrissi i els britànics van entrar a al-Hudayda (que havia estat bombardejada abans pels britànics), i la cessió del 1916 fou confirmada per un plebiscit celebrat el 1919. L'emir idríssida de Sabya Muhammad al-Idrissi va signar el 29 d'octubre de 1920 un tractat d'aliança amb els saudites. El 1921, després de la no ratificació del tractat de Sevres per Turquia, els aliats li van reconèixer la possessió del port d'al-Hudayda a Muhammad. L'emir va morir el 20 de març de 1923 i el va succeir el seu fill Sayyid Ali (II) ibn Muhammad al-Idrisi al-Hasani de 18 anys.
Al negar-se el nou emir a convocar el consell dinàstic, el seu oncle Sayyid Mustafa Idris es va revoltar a al-Hudayda (1924) però fou derrotat i va haver de fugir a Egipte. Ali va deixar llavors el poder en mans dels seus oncles materns, negres sudanesos, que eren analfabets, i entre els quals fou nomenat governador d'al-Hudayda Abdul Muttalim, avariciós i cruel, cosa que va provocar el descontentament general. Les tribus de la zona es van aliar a l'imam zaidita del Iemen, que va enviar al general Abdallah Al Wazir, el qual va conquerir la ciutat de l'abril de 1925, i també la regió de Medi o Maydi (situada a la frontera nord del Iemen a la part de la costa).
Buscant l'abdicació d'Ali, el gran xeic sanussita Djemal Baja, que gaudia d'un gran prestigi, es va traslladar a Sabya (febrer del 1926). Alí va abandonar la ciutat i fou proclamat Sayyid Mirghani al-Idrisi com a regent del menor Sayyid al-Hasan ibn Ali al-Idrisi. Amb tota aquesta agitació les ambicions del Iemen van augmentar, però la tribu dels Banu Hummad va obtenir una important victòria sobre els iemenites a Medi. Per prevenir un contraatac iemenita els saudites van enviar tropes a la frontera prop d'al-Hudayda. El 21 d'octubre de 1926 Mirghani va signar un tractat de protecció sobre la regió d'Asir conegut com a tractat de la Meca (amb les fronteres idríssides establertes pel tractat de 29 d'octubre de 1920), obrint la qüestió d'al-Hudayda que posteriorment havia passat al Iemen. El conflicte, que per un moment va portar a les tropes saudites a la ciutat, es va arreglar amb la signatura d'un tractat el 1934 que reconeixia al-Hudayda com a possessió iemenita.
El 1958 enginyers soviètics van construir un nou port però per orde especial de l'imam no disposava de sistema d'il·luminació per treballar de nit. Un gran incendi va destruir part de la ciutat el gener del 1961 any en què s'estimava que tres quarts de les exportacions i el comerç exterior del Iemen passaven encara pel port d'Aden. Mentre enginyers comunistes xinesos havien construït la carretera entre al-Hudayda i Sanà (227 km) que fou la primera carretera asfaltada del Iemen (exclosos els territoris britànics) i va substituir al camí de carro anterior (1961). El 1962 el règim republicà va fer posar el sistema de llums al port d'al-Hudayda, que va començar a créixer. El molls tenien una longitud de 9,5 km i era apte per vaixells de 140 metres de llarg i 8 metres de calat. El 1964 la ciutat tenia uns 50.000 habitants.
El 6 de desembre de 2017, durant la Guerra Civil iemenita, les forces progovernamentals van atacar els huthis amb l'objectiu de desallotjar les forces huthis del port, recuperar la ciutat d'al-Hudayda i acabar amb el suposat subministrament de fons, armes i míssils balístics als huthis a través del port d'al-Hudayda. El 3 de juny 2.000 soldats emiratis van atacar al-Hudayda des d'una base naval dels Emirats Àrabs Units a Eritrea, i les converses negociades per l'ONU van causar una pausa a les operacions militars el 23 de juny de 2018. La batalla es va reprendre el 9 de setembre de 2018 després de l'enfonsament de les converses de pau a causa de l'absència dels Houthi a les converses de pau de Ginebra. El 13 de desembre de 2018 es va acordar un alto el foc negociat per l'ONU, donant a les dues parts 21 dies per retirar completament les seves tropes de la ciutat i les forces progovernamentals es retiraren de la ciutat el novembre de 2021, cedint el control d'al-Hudayda als huthis.
L'endemà que els huthis llancessin un míssil balístic contra Tel-Aviv, el 29 de setembre de 2024, Israel va llançar com a resposta un atac a gran escala amb dotzenes d'caces, avions d'abastament i avions espia, contra els ports d'Al Hudaydah i Ras Isa, a uns 1.800 km d'Israel, causant importants danys a les instal·lacions portuàries i a les centrals generadores d'energia.

## Valís otomans d'al-Hudayda
- Maig 1850 - Març 1851 Mustafa Sabri Pasha
- Març 1851 - Octubre 1851 Mehmed Sirri Pasha
- Octubre 1851 - Maig 1852 Bonaparta Mustafa Pasha
- Maig 1852 - Maig 1856 Kürt Mehmed Pasha
- Maig 1856 - Desembre 1862 Babanli Ahmed Pasha (1a vegada)
- Desembre 1862 - Agost 1864 Musullu Ali Yaver Pasha
- Agost 1864 - Febrer 1867 Babanli Ahmed Pasha (2a vegada)
- Febrer 1867 - Març 1869 Tacirli Ahmed Pasha
- Març 1869 - Maig 1871 Halepli Ali Pasha
- Maig 1871 - Agost 1871 Topal Bursali Mehmed Redif Pasha
- Setembre 1871 - Maig 1873 Katircioglu Ahmed Muhtar Pasha
- Maig 1873 - Abril 1875 Ahmed Eyyub Pasha
- Abril 1875 - Abril 1879 Mustafa Asim Pasha
- Desembre 1879 - Desembre 1882 Botgoriceli Ismail Hakki Pasha
- Desembre 1882 - Desembre 1884 Mehmed Izzet Pasha
- Desembre 1884 - Desembre 1886 Ahmed Fevzi Pasha (1a vegada)
- Desembre 1886 - Desembre 1887 Ahmed Aziz Pasha
- Desembre 1887 - Juny 1889 Topal Osman Nuri Pasha
- Juny 1889 - Maig 1890 Potirikli Osman Nuri Pasha
- Maig 1890 - Abril 1891 Botgoriceli Ismail Hakki Pasha
- Abril 1891 - Desembre 1891 Hasan Edip Pasha
- Desembre 1891 - Maig 1898 Ahmed Fevzi Pasha (2a vegada)
- Maig 1898 - Octubre 1902 Hüseyin Hilmi Pasha
- Octubre 1902 - Agost 1904 Çerkes Abdullah Reshid Pasha
- Agost 1904 - Agost 1905 Biren Mehmed Tevfik Pasha
- Agost 1905 - Octubre 1908 Ahmed Fevzi Pasha (3rd time)
- Octubre 1908 - Gener 1910 Arnavud Hasan Tahsin Pasha
- Gener 1910 - Abril 1910 Kamil Bey
- Abril 1910 - Novembre 1911 Mehmed Ali Pasha
- Novembre 1911 - Desembre 1918 Akdilek Mahmud Pasha